# Episodi di Fastlane
La prima e unica stagione della serie televisiva Fastlane è stata trasmessa in prima visione negli Stati Uniti d'America da Fox dal 18 settembre 2002 al 25 aprile 2003.
In Italia è stata trasmessa in prima visione da Rai 2 dal 26 giugno al 12 novembre 2005.

Una delle scene censurate da Rai 2

| nº | Titolo originale    | Titolo italiano       | Prima TV USA      | Prima TV Italia  |
| -- | ------------------- | --------------------- | ----------------- | ---------------- |
| 1  | Pilot               | Il profumo del denaro | 18 settembre 2002 | 26 giugno 2005   |
| 2  | Girls Own Juice     | Ragazze pericolose    | 25 settembre 2002 |                  |
| 3  | Gone Native         | Pericolo russo        | 30 ottobre 2002   |                  |
| 4  | Things Done Changed | Le cose sono cambiate | 6 novembre 2002   |                  |
| 5  | Ryde or Die         | Il passato di Billie  | 13 novembre 2002  |                  |
| 6  | Ray Ray             | Segreti di famiglia   | 20 novembre 2002  |                  |
| 7  | Wet                 | La pistolera          | 27 novembre 2002  |                  |
| 8  | Mighty Blue         | L'infiltrata          | 4 dicembre 2002   |                  |
| 9  | Get Your Mack On    | Vicolo cieco          | 11 dicembre 2002  |                  |
| 10 | Dogtown             | Viaggi in Messico     | 10 gennaio 2003   |                  |
| 11 | Strap On            | Topi d'appartamento   | 17 gennaio 2003   |                  |
| 12 | 101                 | L'ostaggio            | 24 gennaio 2003   |                  |
| 13 | Defense (1)         | La difesa             | 31 gennaio 2003   |                  |
| 14 | Offense (2)         | L'attacco             | 7 febbraio 2003   |                  |
| 15 | Popdukes            | Falso d'autore        | 14 febbraio 2003  |                  |
| 16 | Slippery Slope      | Una scelta difficile  | 7 marzo 2003      |                  |
| 17 | Simone Says         | Simone                | 14 marzo 2003     |                  |
| 18 | Monster             | Guerra di quartiere   | 21 marzo 2003     |                  |
| 19 | Overkill            | Ricordo di André      | 28 marzo 2003     |                  |
| 20 | Asslane             | Un brutto giro        | 4 aprile 2003     |                  |
| 21 | Dosed (1)           | Avvelenato            | 18 aprile 2003    |                  |
| 22 | Iced (2)            | Meccanismi perfetti   | 25 aprile 2003    | 12 novembre 2005 |